# 小行星20873
小行星20873（20873 Evanfrank）是一颗绕太阳运转的小行星，为主小行星带小行星。该小行星于2000年11月2日发现。

## 轨道参数
小行星20873的轨道半长轴为2.4337187 UA，离心率为0.148。